# 엔드 오브 데이즈
《엔드 오브 데이즈》(영어: End of Days)는 1999년 개봉한 미국의 액션 공포 영화이다.

## 줄거리
1979년 한 바티칸 시국 사제가 만월 위를 지나가는 혜성을 목도한다. 이는 적그리스도를 잉태할 운명을 지닌 여성이 태어나 세상에 종말이 도래할 것을 예언하는 상징이다. 교황은 이 아기를 보호하기 위해 신부 토머스 어콰이너스를 파견한다. 일부 바티칸 기사들은 아기를 그냥 죽이자고 주장하지만 교황은 신의 뜻에 반한다는 이유로 거부한다. 한편 뉴욕 사탄 숭배자들은 그 아기가 크리스틴 요크라는 걸 알게 된다.
20년 뒤인 1999년 12월 사탄이 타락한 뉴욕 투자 은행가 몸을 빌려 나타나면서 세상이 혼란에 빠진다. 아내와 딸이 청부 살인된 후 우울증으로 술에 절어 살며 신을 원망하는 전직 형사 제리코 케인은 우연히 본인이 운영하는 사설 경비 회사를 통해 그 은행가를 암살하려는 어콰이너스를 막는 의뢰를 받는다.
암살 시도가 좌절되자 어콰이너스는 제리코를 힐난한다. 제리코에게서 어콰이너스를 넘겨받은 마지 형사는 어콰이너스의 혀가 잘려있었다고 말한다. 제리코는 어콰이너스의 아파트에서 혀가 담긴 병, 벽에 피로 적힌 기괴한 메시지와 상징들을 발견한다. 사탄 추종자들은 계획 실행 준비를 마치고, 제리코는 사탄과 그 추종자들은 물론 크리스틴 암살을 꾀하는 바티칸 기사들로부터도 크리스틴을 보호해야하는 상황에 놓인다. 마지 형사와 그 동료마저 사탄 추종자로 드러난다.
사탄은 신년전야 자정에 크리스틴을 임신시켜 종말을 불러오려 하고, 제리코는 크리스틴을 지키기 위해 교회 지하에 숨지만 사탄의 세력은 더욱 거세진다. 사탄은 제리코에게 크리스틴을 넘겨주면 죽은 가족을 되살려 주겠다는 유혹을 하지만, 제리코는 이를 거부한다. 제리코의 친구 보비 시카고마저 사탄과 계약을 맺고 배신하지만, 신앙을 회복한 제리코는 다시 한 번 사탄에게 맞서 싸운다. 사탄은 제리코에게 빙의되어 제리코의 몸으로 크리스틴을 강간하려고 하지만 제리코는 일부러 근처에 있던 칼 위로 떨어지며 스스로를 희생하여 사탄의 계획을 좌절시킨다. 자정의 종이 울리면서 사탄은 지옥으로 돌아가고, 제리코는 내세에서 자신을 기다리는 아내와 딸을 본 뒤 평화로운 죽음을 맞이한다. 크리스틴은 제리코의 희생에 감사하며 새 천년을 맞이한다.
또 다른 결말
영화에는 다른 결말도 존재하는데, 사탄이 지옥으로 돌아간 후 제리코는 죽지만 신이 그의 상처를 치유하고 그를 부활시켜 크리스틴과 함께 교회를 떠나는 내용이다.

## 출연
- 아널드 슈워제네거 - 제리코 케인 형사 역
- 게이브리얼 번 - 사탄 역
- 로빈 터니 - 크리스틴 요크 역
- 케빈 폴랙 - 보비 시카고 역
- CCH 파운더 - 마지 프랜시스 형사 역
- 데릭 오코너 - 토머스 어콰이너스 역
- 미리엄 마걸리스 - 메이블 역
- 우도 키어 - 에이블 의사 역
- 마크 마골리스 - 교황 역
- 로드 스타이거 - 코백 신부 역
- 빅터 버나도 - 알비노 역
- 마크 로런스 - 노인 역
- 데니스 D. 루이스 - 에밀리 케인 역
- 러네이 올스테드 - 에이미 케인 역

## 우리말 녹음
KBS 성우진 (2005년 12월 17일)
- 이정구 - 제리코 케인(아널드 슈워제네거)
- 김세한 - 사탄(게이브리얼 번)
- 배정미 - 크리스틴 요크(로빈 터니)
- 안종국 - 추기경(마이클 오헤이건) / 의사(엘리엇 골드왜그)
- 정민희 - 메이블(미리엄 마걸리스)
- 이종구 - 토마스 어콰이너스(데릭 오코너) / 교황(마크 마골리스) / 수도승(모 걸리니) / 지하철 운전사(월터 폰휴너)
- 이호인 - 코백 신부(로드 스타이거) / 의사(데이비드 와이전버그)
- 이연희 - 제리코의 아내(데니스 D. 루이스) / 마지(CCH 파운더)
- 김준 - 고위 신부(우도 키어)
- 홍승섭 - 보비 시카고(케빈 폴랙)
- 서문석 - 스케이트보더(야니스 보그리스) / 신부(데이비드 프랭코)
- 김순영 - 제리코의 딸(러네이 올스테드) / 크리스틴의 엄마(레이너 저드)
- 정현경 - 고위 신부의 딸(린다 파인)
- 류다무현 - 교황의 고문(루시아노 밀러)
- 신찬혁 - 노숙자(빅터 버나도) / 경찰(존 닐슨)